# Tudorovci
Tudorovci, původně waleský rod Tewdur, připomínaný již ve 13. století, byli anglickou královskou dynastií od roku 1485 až do roku 1603. Tři hlavní panovníci dynastie – Jindřich VII., Jindřich VIII. a Alžběta I. – se zasloužili o to, že se z boji rozvrácené Anglie stala renesanční mocnost, která si v příštích staletích vybudovala výsadní postavení po celé planetě. Během vlády dynastie došlo k náboženské reformaci a byla vytvořena anglikánská církev (the Church of England).
Rod se odvíjel od Owena Tudora, velšského hraběte na dvoře anglického krále Jindřicha V. Owen Tudor se oženil s vdovou po králi Jindřichu V., Kateřinou z Valois, a měl s ní pět dětí. Jejich nejstarší syn, Edmund Tudor, si vzal Margaretu Beaufort z rodu Beaufortů. Margareta (Markéta) byla potomkem Jana z Gentu (John of Gaunt), zakladatele rodu Lancasterů. Margareta porodila ve věku 13 let syna, a to několik měsíců po manželově smrti. Toto dítě se po válce dvou růží stalo anglickým panovníkem jako Jindřich VII. Tudor.

Erb Tudorovců jako králů Anglie

## Periodizace
Jako tudorovské období v anglických dějinách se obvykle označuje doba od nástupu Jindřicha VII. na trůn v roce 1485 po konec vlády Marie I. v roce 1558. Vláda Alžběty I. 1558–1603 se zpravidla od tudorovského období odděluje a nazývá se podle panovnice jako alžbětinská doba.

### Situace před válkami
Tudorovci patřili k významným anglickým královským dynastiím. Jako první z Walesu přišel Owen Tudor – asi okolo roku 1425. Původ Tudorovců sahá přibližně do 12. stol. Erbovním znamením Owena Tudora – v kymerštině Owain ap Maredud ap Tudor jarl Henevettet – byl červený štít se stříbrnou krokví posetou hermelínem a třemi stříbrnými přilbami (2, 1). Pozdější varianty znaku byly poměrně rozmanité, ale k tomu se ještě dostaneme. Owen roku 1423 uzavřel manželství s vdovou po anglickém králi Jindřichovi V. († 1422) Kateřinou z Valois. Tímto skutkem se stal příbuzným Lancasterů a zařadil se mezi přední anglickou šlechtu.

Erb Owena Tudora

15. století bylo pro Anglii bohaté na řadu významných událostí – předně to byla porážka ve stoleté válce s Francií, vyhrotily se mocenské spory mezi posledními větvemi Plantagenetů, a to starší odnoží vévody z Lancasteru (odznak červená růže) a mladší větví vévody z Yorku (odznak bílá růže). Vyvrcholením uvedených okolností pak byly války růží z let 1455–1485. Navíc se po zemi potulovaly zbytky zubožené anglické armády, které se vrátily z Francie, vázl obchod apod. K nejednotě v Anglii také přispěly rozbroje mezi nejmocnějšími aristokratickými rody – de la Pole vévody ze Suffolku, Mortimery hrabaty z Marchu, Beauforty vévody ze Somersetu, rodem de Neville, kteří zdědili titul hrabat z Warwicku, Courtenayů hrabat z Devonu nebo Percyů vévodů z Northumberlandu. Výrazně stoupla moc a bohatství původně drobné venkovské šlechty Woodvillů – Alžběta Woodvillová se stala manželkou krále Eduarda IV. a její otec Richard byl roku 1450 dekorován Podvazkovým řádem a jmenován lordem Riversem.

### Vzestup Tudorů

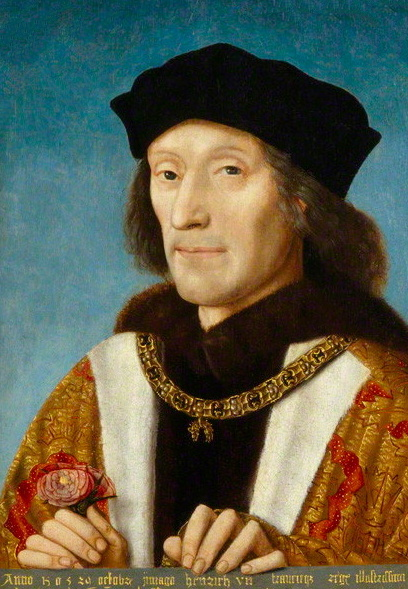
První Tudor na anglickém trůně, Jindřich VII.

Owen Tudor se logicky ve válce růží přiklonil na stranu Lancasterů; roku 1461 však padl do zajetí Yorků a byl popraven. Velmi významnou roli sehráli až jeho synové. Edmund hrabě z Richmondu (jemu je již připisován anglický štít – pole 1 a 4 modré poseté zlatými liliemi, 2 a 3 červené s třemi zlatými nad sebou kráčejícími lvy a modrým lemem, kde se střídají stříbrné lilie a merlety) se oženil s Markétou Beaufortovou a stal se otcem prvního Tudora na anglickém trůně, a to Jindřicha VII. (1485–1509). Jeho bratr Jasper hrabě z Pembroku (erb – štít modro-červeně polcený s třemi stříbrnými lvy – 2,1) byl velkým ochráncem a podporovatelem synovce Jindřicha. Anglie se stále zmítala ve válce, kterou bylo nutno ukončit. Mezníkem byla Bitva na Bosworthském poli v roce 1485, kde byl Tudorovci poražen král Richard III. z rodu Yorků. Navíc si Jindřich situaci pojistil ženitbou s Alžbětou z Yorku a stal se tak prvním tudorovským anglickým králem. Výsledkem mocenských bitev a sporů bylo, že došlo k doslovnému vyvraždění staré šlechty a skončilo panování Plantagenetů. Novou pozici získaly rody Howardů, Stanleyů, Arundelů a nižší venkovská šlechta – gentry.
Druhým Tudorovcem na anglickém trůně se stal známý Jindřich VIII. (1509–1547), který byl šestkrát ženat. První manželkou byla Španělka Kateřina Aragonská; s ní se nechal rozvést a založil anglikánskou církev, v důsledku čehož na něj papež uvalil i klatbu. S Kateřinou měl dceru Marii. Podruhé se oženil s anglickou šlechtičnou Annou Boleynovou, která mu porodila dceru Alžbětu a syna – ten se však narodil mrtvý. Jindřich prohlásil Annu za intrikánku a roku 1536 ji nechal popravit. Třetí ženou se stala Jana Seymourová – ta mu zanechala následníka Eduarda, ale sama těžký porod nepřežila. Čtvrtou ženou byla německá protestantská šlechtična Anna Klevská, ale i toto manželství skončilo rozvodem. Pátou manželkou se stala Kateřina Howardová, ale i ta skončila pro údajné cizoložství na popravišti. Poslední manželkou pak byla Kateřina Parrová, která svého hrubého chotě jako jediná přežila. Jindřich VIII. projevil svou anglosaskou krutost při popravách odpůrců anglikánské církve. Jednou z nejznámějších obětí těchto poprav byl sir Thomas More, lord kancléř.

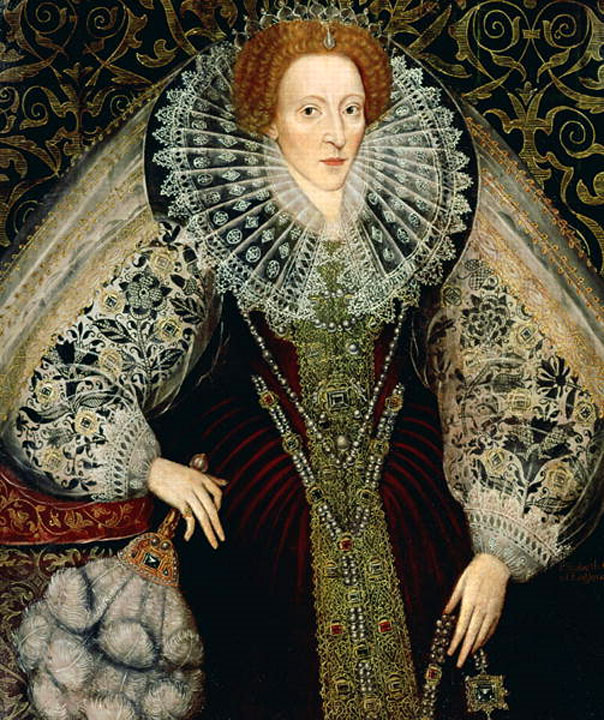
Poslední panovnice z tudorovské krve, Alžběta I.

Následujícím Tudorovcem byl mladičký a churavý Eduard VI. (1537–1553). Eduard VI. ustanovil svou nástupkyní praneteř Jindřicha VIII. sedmnáctiletou Janu Greyovou – devítidenní královnu – pozdější královnou Marií byla označena za zrádkyni a bez milosti popravena. Po ní panovaly nevlastní sestry Eduarda VI. Marie (1553–1558), zvaná též Krvavá, dcera Kateřiny Aragonské, vnutila zemi opět katolictví a nechala např. během jediného dne upálit 300 stoupenců anglikánské církve. Právě proto ten přídomek Krvavá.
Posledním Tudorovcem pak byla Alžběta (1558–1603). Za její vlády došlo k uklidnění poměrů a rozvoji renesanční společnosti – došlo k opětovnému nastolení anglikánského náboženství, rozvoji umění (např. divadla – William Shakespeare), rozvoji mořeplavby a kolonizaci Ameriky – díky admirálu siru Francisi Drakeovi oslabila vliv Španělska v Novém Světě. Ovšem vůči svým rivalům dovedla být nemilosrdná jako jiní Tudorovci. Nesmlouvavá byla vůči své skotské sokyni Marii Stuartovně – předně to byla katolička a dlouho žila ve Francii na dvoře vévodů de Guise, následně se stala skotskou královnou, měla dědice a s Tudorovci byla v příbuzenském poměru. Zato Alžběta se nikdy neprovdala a není tedy divu, že se jí snažila zbavit. Dle anglické tradice byla Marie Stuartovna obviněna ze spojenectví s Francií a z cizoložství, její poprava se uskutečnila roku 1587. Po smrti Alžběty na anglický trůn nakonec nastoupil syn Marie Stuartovny Jakub I. Stuart.

### Význam rodu
Vláda Tudorovců byla velmi krátká a v řadě případů i drsná. Ukončili války růží, roku 1534 potlačili povstání posledních stoupenců Plantagenetů, které vedli lordi Lovell a Lincoln, zasloužili se o rozvoj kulturního dění, obchodu, vzdělanosti a mořeplavby. Určitým pozitivním prvkem byl jejich anglosaský původ; Plantageneti totiž byli cizinci – pocházeli z Francie. Původ Tudorovců byl asi velmi starý, již ve 12. stol. je připomínán waleský kníže Owain. V obecném pohledu lze panování Tudorovců porovnat s absolutismem francouzského krále Ludvíka XIV.[zdroj?] Možná, že není na škodu ještě uvést jméno Wallis, později Wallis-Cromwellové: od nich odvozoval původ lord protektor Oliver Cromwell. Ti rovněž pocházeli z Walesu a v Anglii se poprvé připomínali v souvislosti s Jindřichem VII. Tudorem.

## Panovníci Anglie z Tudorovců
Z rodu Tudorovců pocházelo šest anglických králů a královen:
- Jindřich VII. Tudor (1485–1509)
- Jindřich VIII. Tudor (1509–1547), syn Jindřicha VII.
- Eduard VI. (1547–1553), syn Jindřicha VIII.
- Jana Greyová (1553), pravnučka Jindřicha VII., vládla 9 dnů
- Marie I. Tudorovna řečená Krvavá (1553–1558), starší dcera Jindřicha VIII.
- Alžběta I. Tudorovna (1558–1603), druhá dcera Jindřicha VIII.